# 叶家站
叶家站位于浙江省余姚市三七市镇境内，是萧甬线上的一座五等站。车站1913年始设临时站台和票房，1919年建永久车站，抗日战争期间废弃，1955年重建为旅客乘降所。1983年，车站改为会让站，设有正线1股，到发线1股，站房1座，旅客站台2座。2000年9月，车站于中国铁路第三次大提速前夕撤销:358。